# Idrissa Gana Gueye
Pour les articles homonymes, voir Gueye.
Idrissa Gana Gueye, né le 26 septembre 1989 à Dakar, est un footballeur international sénégalais qui évolue au poste de milieu de terrain à l'Everton FC.

## Biographie

### Enfance et formation
Idrissa Gueye arrive au LOSC Lille en 2008 depuis le Sénégal et le club de Diambars. Il évolue deux saisons en équipe réserve, avec laquelle il joue trente-cinq rencontres de CFA 2 pour deux buts inscrits, tout en incorporant progressivement l'équipe première.

### Lille OSC
Idrissa Gueye fait sa première apparition en équipe première avec le LOSC lors du match de Coupe de France 2009-2010 face à Colmar le 23 janvier 2010.

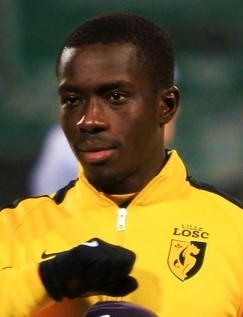
Idrissa Gueye avec Lille en novembre 2014.

Il est de nouveau titularisé par Rudi Garcia huit mois plus tard, en Ligue Europa face à La Gantoise. Le 17 février 2011, il marque son premier but en professionnel lors du match européen face au PSV Eindhoven. Le 14 mai 2011, Gueye est titulaire lors de la finale de la Coupe de France remportée contre le Paris Saint-Germain (0-1).
Le milieu de terrain sénégalais fait ses débuts en Ligue des champions contre le CSKA Moscou le 14 septembre 2011 (2-2). Il est titulaire au match retour remporté à Loujniki le 22 novembre suivant (0-2).
Le 21 avril 2013, lors de la 33e journée de Ligue 1, Gueye délivre une passe décisive à son coéquipier Lucas Digne contre Bastia à la 86e minute du match, permettant au LOSC d'égaliser à un but partout, pour ensuite arracher la victoire en l'emportant 1-2.
En juillet 2013, le milieu de terrain prolonge son nouveau contrat de trois saisons avec le LOSC, ce qui le lie désormais au club jusqu'en juin 2018. Il marque son premier but en Ligue 1 contre Ajaccio le 5 octobre 2013. Malgré la méforme du LOSC fin 2014, le club végète alors en seconde partie de tableau, Gueye finit bien l'année civile, marquant notamment lors de la 17e et 19e face à Lens et Marseille.
Depuis 2014, son maillot est floqué au nom de « Gana », son deuxième prénom et celui de son grand-père.

### Aston Villa et Everton
Le 10 juillet 2015, Gueye s'engage pour quatre saisons avec Aston Villa. Le 8 août suivant, il prend part à son premier match avec son nouveau club en étant titularisé lors de la première journée de Premier League face à Bournemouth (victoire 0-1). Seul N'Golo Kanté réussit plus de tacles et d'interceptions que lui en championnat lors de sa première saison sous le maillot des Villans, cependant relégués à l'issue de la saison. Il prend part à trente-huit matchs toutes compétitions confondues avant de s'engager pour quatre saisons avec Everton le 2 août 2016.
Le 25 février 2017, le milieu sénégalais inscrit son premier but avec les Toffees lors d'un match de Premier League face à Sunderland (2-0).
Au terme de la saison 2018-2019, il quitte Everton après avoir inscrit quatre buts en cent-huit matchs toutes compétitions confondues en l'espace de trois saisons sous le maillot des Toffees.

### Paris Saint-Germain
Le 30 juillet 2019, Idrissa Gueye signe un contrat de quatre ans avec le Paris Saint-Germain.
Le 25 août 2019, il joue son premier match sous les couleurs du PSG à l'occasion de la réception du Toulouse FC en Ligue 1 (victoire 4-0). Gueye inscrit son premier but avec le Paris Saint-Germain lors d'une rencontre de championnat contre Angers (4-0) le 5 octobre 2019. En avril 2020, le joueur remporte le titre de champion de France, alors que la saison est interrompue pour cause de pandémie de Covid-19. Le club parisien remporte également la Coupe de France et la Coupe de la Ligue et s'incline en finale de la Ligue des champions contre le Bayern Munich.
Le 28 avril 2021, Idrissa Gueye est expulsé lors de la demi-finale aller de la Ligue des champions de l'UEFA 2020-2021 opposant le Paris Saint-Germain à Manchester City.
Le 28 septembre 2021, il inscrit le premier but du PSG battant Manchester City (2-0) lors de la deuxième journée de la phase des groupes de la Ligue des champions de l'UEFA 2021-2022.

### Everton FC
Le 1er septembre 2022, il fait son retour à Everton et y signe un contrat de deux ans.

### En sélection nationale

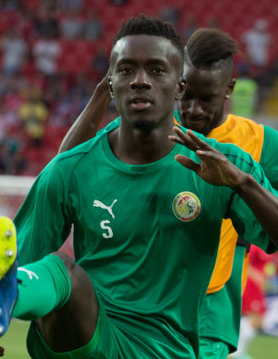
Gueye avec le Sénégal en 2018.

En octobre 2011, Idrissa Gueye est sélectionné pour la première fois en équipe nationale du Sénégal par Amara Traoré pour les rencontres amicales du 11 et 15 novembre. Début juillet 2012, il fait partie des joueurs sélectionnés pour disputer les Jeux olympiques de Londres. Il participe à la Coupe d'Afrique des nations 2015, mais son équipe ne passe pas la phase des poules. Deux ans plus tard, le Sénégal est éliminé au stade des quarts de finale de la Coupe d'Afrique des nations 2017. Le 9 juin 2017, Idrissa Gueye inscrit son premier but sous le maillot des Lions de la Téranga lors d'un match comptant pour les qualifications à la CAN 2019 face à la Guinée équatoriale (3-0). L'année suivante, Gueye fait partie des vingt-trois joueurs sélectionnés pour participer à la Coupe du monde 2018. Les Sénégalais sont éliminés dès la phase de groupes de la compétition.  En juin 2019, il fait partie des joueurs sélectionnés par Aliou Cissé pour participer à la Coupe d'Afrique des nations 2019. Le Sénégal échoue en finale de la compétition contre l'Algérie (0-1). En janvier 2022, Il fait partie des joueurs sélectionnés par Aliou Cissé pour participer à la Coupe d'Afrique des nations 2021. Le Sénégal remporte la compétition aux tirs au but face à l'Égypte. Le 11 novembre 2022, il est sélectionné par Aliou Cissé pour participer à la Coupe du monde 2022. Le 29 décembre 2023, il est retenu dans la liste des vingt-sept joueurs sénégalais sélectionnés par Aliou Cissé pour disputer la Coupe d'Afrique des nations 2023.

## Statistiques
| Saison                | Club                  | Championnat           | Championnat | Championnat | Championnat | Coupe nationale | Coupe nationale | Coupe nationale | Coupe de la Ligue | Coupe de la Ligue | Coupe de la Ligue | Supercoupe | Supercoupe | Supercoupe | Compétition(s) continentale(s) | Compétition(s) continentale(s) | Compétition(s) continentale(s) | Compétition(s) continentale(s) | Total | Total | Total |
| Saison                | Club                  | Division              | M.          | B.          | P.d.        | M.              | B.              | P.d.            | M.                | B.                | P.d.              | M.         | B.         | P.d.       | Comp.                          | M.                             | B.                             | P.d.                           | M.    | B.    | P.d.  |
| 2009-2010             | LOSC Lille            | Ligue 1               | -           | -           | -           | 1               | 0               | 0               | -                 | -                 | -                 | -          | -          | -          | -                              | -                              | -                              | -                              | 1     | 0     | 0     |
| 2010-2011             | LOSC Lille            | Ligue 1               | 11          | 0           | 0           | 1               | 0               | 0               | -                 | -                 | -                 | -          | -          | -          | C3                             | 6                              | 1                              | 0                              | 18    | 1     | 0     |
| 2011-2012             | LOSC Lille            | Ligue 1               | 25          | 0           | 0           | 3               | 0               | 0               | 2                 | 0                 | 0                 | 1          | 0          | 0          | C1                             | 3                              | 0                              | 0                              | 34    | 0     | 0     |
| 2012-2013             | LOSC Lille            | Ligue 1               | 29          | 0           | 1           | 2               | 0               | 0               | 2                 | 0                 | 0                 | -          | -          | -          | C1                             | 5                              | 0                              | 0                              | 38    | 0     | 1     |
| 2013-2014             | LOSC Lille            | Ligue 1               | 37          | 1           | 1           | 3               | 0               | 0               | 1                 | 0                 | 0                 | -          | -          | -          | -                              | -                              | -                              | -                              | 41    | 1     | 1     |
| 2014-2015             | LOSC Lille            | Ligue 1               | 32          | 4           | 2           | -               | -               | -               | 2                 | 0                 | 0                 | -          | -          | -          | C1+C3                          | 4+6                            | 0+0                            | 0+0                            | 44    | 4     | 2     |
| Sous-total            | Sous-total            | Sous-total            | 134         | 5           | 4           | 10              | 0               | 0               | 7                 | 0                 | 0                 | 1          | 0          | 0          | -                              | 24                             | 1                              | 0                              | 176   | 6     | 4     |
| 2015-2016             | Aston Villa           | Premier League        | 35          | 0           | 1           | 3               | 1               | 0               | -                 | -                 | -                 | -          | -          | -          | -                              | -                              | -                              | -                              | 38    | 1     | 1     |
| Sous-total            | Sous-total            | Sous-total            | 35          | 0           | 1           | 3               | 1               | 0               | -                 | -                 | -                 | -          | -          | -          | -                              | -                              | -                              | -                              | 38    | 1     | 1     |
| 2016-2017             | Everton FC            | Premier League        | 33          | 1           | 1           | -               | -               | -               | 2                 | 0                 | 0                 | -          | -          | -          | -                              | -                              | -                              | -                              | 35    | 1     | 1     |
| 2017-2018             | Everton FC            | Premier League        | 33          | 2           | 1           | -               | -               | -               | -                 | -                 | -                 | -          | -          | -          | C3                             | 5                              | 1                              | 0                              | 38    | 3     | 1     |
| 2018-2019             | Everton FC            | Premier League        | 33          | 0           | 2           | 2               | 0               | 0               | -                 | -                 | -                 | -          | -          | -          | -                              | -                              | -                              | -                              | 35    | 0     | 2     |
| Sous-total            | Sous-total            | Sous-total            | 99          | 3           | 4           | 2               | 0               | 0               | 2                 | 0                 | 0                 | -          | -          | -          | -                              | 5                              | 1                              | 0                              | 108   | 4     | 4     |
| 2019-2020             | Paris Saint-Germain   | Ligue 1               | 20          | 1           | 1           | 5               | 0               | 0               | 2                 | 0                 | 0                 | -          | -          | -          | C1                             | 7                              | 0                              | 1                              | 34    | 1     | 2     |
| 2020-2021             | Paris Saint-Germain   | Ligue 1               | 28          | 2           | 1           | 6               | 0               | 1               | -                 | -                 | -                 | -          | -          | -          | C1                             | 10                             | 0                              | 0                              | 44    | 2     | 2     |
| 2021-2022             | Paris Saint-Germain   | Ligue 1               | 26          | 3           | 1           | -               | -               | -               | -                 | -                 | -                 | -          | -          | -          | C1                             | 7                              | 1                              | 0                              | 33    | 4     | 1     |
| Sous-total            | Sous-total            | Sous-total            | 74          | 6           | 3           | 11              | 0               | 1               | 2                 | 0                 | 0                 | -          | -          | -          | -                              | 24                             | 1                              | 1                              | 111   | 7     | 5     |
| 2022-2023             | Everton FC            | Premier League        | 33          | 0           | 1           | 1               | 0               | 0               | -                 | -                 | -                 | -          | -          | -          | -                              | -                              | -                              | -                              | 34    | 0     | 1     |
| 2023-2024             | Everton FC            | Premier League        | 25          | 4           | 0           | -               | -               | -               | 4                 | 0                 | 0                 | -          | -          | -          | -                              | -                              | -                              | -                              | 29    | 4     | 0     |
| 2024-2025             | Everton FC            | Premier League        | 37          | 0           | 3           | 2               | 0               | 0               | 1                 | 0                 | 0                 | -          | -          | -          | -                              | -                              | -                              | -                              | 40    | 0     | 3     |
| Sous-total            | Sous-total            | Sous-total            | 95          | 4           | 4           | 3               | 0               | 0               | 5                 | 0                 | 0                 | -          | -          | -          | -                              | -                              | -                              | -                              | 103   | 4     | 4     |
| Total sur la carrière | Total sur la carrière | Total sur la carrière | 437         | 18          | 17          | 29              | 1               | 0               | 16                | 0                 | 0                 | 1          | 0          | 0          | -                              | 53                             | 3                              | 1                              | 536   | 22    | 18    |

### En équipe nationale
| Saison                | Sélection             | Phases finales                   | Phases finales | Phases finales | Phases finales | Éliminatoires | Éliminatoires | Éliminatoires | Matchs amicaux | Matchs amicaux | Matchs amicaux | Total | Total | Total |
| Saison                | Sélection             | Compétition                      | M              | B              | Pd             | M             | B             | Pd            | M              | B              | Pd             | M     | B     | Pd    |
| --------------------- | --------------------- | -------------------------------- | -------------- | -------------- | -------------- | ------------- | ------------- | ------------- | -------------- | -------------- | -------------- | ----- | ----- | ----- |
| 2011-2012             | Sénégal               | Coupe d'Afrique des nations 2012 | -              | -              | -              | 2             | 0             | 0             | 3              | 0              | 0              | 5     | 0     | 0     |
| 2012-2013             | Sénégal               | -                                | -              | -              | -              | 5             | 0             | 0             | 1              | 0              | 0              | 6     | 0     | 0     |
| 2013-2014             | Sénégal               | Coupe du monde 2014              | -              | -              | -              | 3             | 0             | 0             | 2              | 0              | 0              | 5     | 0     | 0     |
| 2014-2015             | Sénégal               | Coupe d'Afrique des nations 2015 | 3              | 0              | 0              | 6             | 0             | 0             | 2              | 0              | 0              | 11    | 0     | 0     |
| 2015-2016             | Sénégal               | -                                | -              | -              | -              | 6             | 0             | 0             | 2              | 0              | 0              | 8     | 0     | 0     |
| 2016-2017             | Sénégal               | Coupe d'Afrique des nations 2017 | 4              | 0              | 0              | 3             | 1             | 0             | 3              | 0              | 0              | 10    | 1     | 0     |
| 2017-2018             | Sénégal               | Coupe du monde 2018              | 3              | 0              | 0              | 5             | 0             | 1             | 3              | 0              | 0              | 11    | 0     | 1     |
| 2018-2019             | Sénégal               | Coupe d'Afrique des nations 2019 | 6              | 1              | 1              | 3             | 1             | 0             | 1              | 1              | 0              | 10    | 3     | 1     |
| 2019-2020             | Sénégal               | -                                | -              | -              | -              | 2             | 0             | 0             | 1              | 0              | 0              | 3     | 0     | 0     |
| 2020-2021             | Sénégal               | -                                | -              | -              | -              | 2             | 0             | 0             | 3              | 1              | 0              | 5     | 1     | 0     |
| 2021-2022             | Sénégal               | Coupe d'Afrique des nations 2021 | 6              | 1              | 0              | 10            | 1             | 0             | -              | -              | -              | 16    | 2     | 0     |
| 2022-2023             | Sénégal               | Coupe du monde 2022              | 3              | 0              | 0              | -             | -             | -             | 2              | 0              | 0              | 5     | 0     | 0     |
| Total sur la carrière | Total sur la carrière | Total sur la carrière            | 25             | 2              | 1              | 47            | 3             | 1             | 23             | 2              | 0              | 95    | 7     | 2     |

## Palmarès

### En club
- LOSC Lille
  - Champion de France en 2011.
  - Vainqueur de la Coupe de France en 2011.
- Paris Saint-Germain
  - Champion de France en 2020 et 2022.
    - Vice-champion de France en 2021.

  - Vainqueur de la Coupe de France en 2020 et 2021.
  - Vainqueur de la Coupe de la Ligue en 2020.
  - Finaliste de la Ligue des champions en 2020.

### En sélection
- Sénégal
  - Vainqueur de la Coupe d'Afrique des nations en 2021.
    - Finaliste de la Coupe d'Afrique des nations en 2019.

### Distinctions personnelles
- Membre de l'équipe-type de la Coupe d'Afrique des nations en 2019.
- Membre de l'équipe-type africaine de l'année par la CAF Awards en 2019 et 2020.
- Élu homme du match face à Manchester City lors de la deuxième journée de la phase de groupes en Ligue des champions 2021-2022.
- Premier joueur sénégalais à avoir 100 sélections en équipe nationale.

- Élu meilleur joueur de la saison d’Everton 2024-2025[13]

## Controverse
Le 14 mai 2022, Idrissa Gueye est absent du match de la 37e journée de Ligue 1 opposant Montpellier à son club, le Paris Saint-Germain dédiée à la journée mondiale de lutte contre l'homophobie. Cette initiative mise en place par la LFP en 2019 est matérialisée par l'utilisation du flocage arc-en-ciel des numéros sur les maillots des joueurs. L'année précédente, le joueur était aussi absent lors de cette journée, officiellement pour une gastro-entérite. Cette fois, l'absence du joueur attribuée par le PSG à des « raisons personnelles » est décrite comme un boycott par des médias dont Le Parisien et suscite de nombreuses réactions dans le monde entier. Le Conseil national de l'éthique de la FFF lui a demandé de clarifier sa situation. L’entourage du joueur reconnaît un « sujet sensible ». Il reçoit le soutien de plusieurs de ses coéquipiers en sélection nationale et de la quasi-totalité des personnalités politiques sénégalaises, dont le président Macky Sall et le leader de l'opposition Ousmane Sonko et quelques jours plus tard, un Américain est victime à Dakar d'une bastonnade homophobe,.